# حقوق مدنی: نظریه عمومی تعهدات
حقوق مدنی: نظریه عمومی تعهدات کتابی از ناصر کاتوزیان است که در سال ۱۳۷۹ منتشر و در مراسم کتاب سال جمهوری اسلامی ایران به‌عنوان کتاب برگزیده معرفی شد.